# Korea Open 2024 - Qualificazioni singolare
Le qualificazioni del singolare femminile del Korea Open 2024 sono un torneo di tennis preliminare per accedere alla fase finale della manifestazione disputate il 14 e 15 settembre 2024. Le vincitrici dell'ultimo turno sono entrate di diritto nel tabellone principale. In caso di ritiro di una o più giocatrici aventi diritto a queste sono subentrati le lucky loser, ossia le giocatrici che hanno perso nell'ultimo turno ma che avevano una classifica più alta rispetto alle altre partecipanti che avevano comunque perso nel turno finale.

## Teste di serie
1. Elena-Gabriela Ruse (qualificata)
2. Nao Hibino (primo turno, ritirata)
3. Varvara Lepchenko (qualificata)
4. Polina Kudermetova (ultimo turno, lucky loser)
5. Heather Watson (qualificata)
6. Hanna Chang (primo turno)

1. Priscilla Hon (qualificata)
2. Carol Zhao (qualificata)
3. Lu Jiajing (qualificata)
4. Haruka Kaji (primo turno)
5. Natalija Stevanović (ultimo turno)
6. Kyōka Okamura (ultimo turno)

## Qualificate
1. Elena-Gabriela Ruse
2. Priscilla Hon
3. Varvara Lepchenko

1. Lu Jiajing
2. Heather Watson
3. Carol Zhao

### Lucky loser
1. Polina Kudermetova

## Tabellone

### Legenda
| - Q = Qualificato - WC = Wild card - LL = Lucky loser | - ALT = Alternate - SE = Special Exempt - PR = Protected Ranking | - w/o = Walkover - r = Ritirato - d = Squalificato |

### Sezione 1
|  | Primo turno | Primo turno         | Primo turno         | Primo turno | Primo turno |  |  | Ultimo turno | Ultimo turno        | Ultimo turno | Ultimo turno | Ultimo turno |  |
|  |             |                     |                     |             |             |  |  |              |                     |              |              |              |  |
|  | 1           | Elena-Gabriela Ruse | Elena-Gabriela Ruse | 6           | 6           |  |  |              |                     |              |              |              |  |
|  |             | Eri Hozumi          | Eri Hozumi          | 2           | 3           |  |  | 1            | Elena-Gabriela Ruse | 6            | 2            | 6            |  |
|  |             | Chan Hao-ching      | Chan Hao-ching      | 1           | 1           |  |  | 12           | Kyōka Okamura       | 3            | 6            | 2            |  |
|  | 12          | Kyōka Okamura       | Kyōka Okamura       | 6           | 6           |  |  |              |                     |              |              |              |  |

### Sezione 2
|  | Primo turno | Primo turno    | Primo turno    | Primo turno | Primo turno |  |  | Ultimo turno | Ultimo turno  | Ultimo turno  | Ultimo turno | Ultimo turno |  |
|  |             |                |                |             |             |  |  |              |               |               |              |              |  |
|  | 2           | Nao Hibino     | 6              | 3           | 2r          |  |  |              |               |               |              |              |  |
|  | WC          | Lee Eun-hye    | 3              | 6           | 3           |  |  | WC           | Lee Eun-hye   | Lee Eun-hye   | 1            | 4            |  |
|  |             | Ulrikke Eikeri | Ulrikke Eikeri | 4           | 3           |  |  | 7            | Priscilla Hon | Priscilla Hon | 6            | 6            |  |
|  | 7           | Priscilla Hon  | Priscilla Hon  | 6           | 6           |  |  |              |               |               |              |              |  |

### Sezione 3
|  | Primo turno | Primo turno         | Primo turno         | Primo turno | Primo turno |  |  | Ultimo turno | Ultimo turno        | Ultimo turno        | Ultimo turno | Ultimo turno |  |
|  |             |                     |                     |             |             |  |  |              |                     |                     |              |              |  |
|  | 3           | Varvara Lepchenko   | 6                   | 4           | 7           |  |  |              |                     |                     |              |              |  |
|  |             | Kira Pavlova        | 2                   | 6           | 5           |  |  | 3            | Varvara Lepchenko   | Varvara Lepchenko   | 6            | 6            |  |
|  | WC          | Kim Yu-jin          | Kim Yu-jin          | 3           | 1           |  |  | 11           | Natalija Stevanović | Natalija Stevanović | 2            | 3            |  |
|  | 11          | Natalija Stevanović | Natalija Stevanović | 6           | 6           |  |  |              |                     |                     |              |              |  |

### Sezione 4
|  | Primo turno | Primo turno        | Primo turno       | Primo turno | Primo turno |  |  | Ultimo turno | Ultimo turno       | Ultimo turno       | Ultimo turno | Ultimo turno |  |
|  |             |                    |                   |             |             |  |  |              |                    |                    |              |              |  |
|  | 4           | Polina Kudermetova | 1                 | 6           | 6           |  |  |              |                    |                    |              |              |  |
|  |             | Mei Yamaguchi      | 6                 | 0           | 0           |  |  | 4            | Polina Kudermetova | Polina Kudermetova | 4            | 4            |  |
|  |             | Tereza Mihalíková  | Tereza Mihalíková | 2           | 2           |  |  | 9            | Lu Jiajing         | Lu Jiajing         | 6            | 6            |  |
|  | 9           | Lu Jiajing         | Lu Jiajing        | 6           | 6           |  |  |              |                    |                    |              |              |  |

### Sezione 5
|  | Primo turno | Primo turno    | Primo turno    | Primo turno | Primo turno |  |  | Ultimo turno | Ultimo turno   | Ultimo turno   | Ultimo turno | Ultimo turno |  |
|  |             |                |                |             |             |  |  |              |                |                |              |              |  |
|  | 5           | Heather Watson | Heather Watson | 6           | 6           |  |  |              |                |                |              |              |  |
|  | WC          | Jeong Bo-young | Jeong Bo-young | 2           | 2           |  |  | 5            | Heather Watson | Heather Watson | 7            | 6            |  |
|  |             | Ku Yeon-woo    | 0              | 6           | 6           |  |  |              | Ku Yeon-woo    | Ku Yeon-woo    | 5            | 3            |  |
|  | 10          | Haruka Kaji    | 6              | 3           | 2           |  |  |              |                |                |              |              |  |

### Sezione 6
|  | Primo turno | Primo turno  | Primo turno  | Primo turno | Primo turno |  |  | Ultimo turno | Ultimo turno | Ultimo turno | Ultimo turno | Ultimo turno |  |
|  |             |              |              |             |             |  |  |              |              |              |              |              |  |
|  | 6           | Hanna Chang  | Hanna Chang  | 3           | 3           |  |  |              |              |              |              |              |  |
|  |             | Park So-hyun | Park So-hyun | 6           | 6           |  |  |              | Park So-hyun | 7            | 4            | 1r           |  |
|  | WC          | Jang Ga-eul  | Jang Ga-eul  | 4           | 2           |  |  | 8            | Carol Zhao   | 63           | 6            | 4            |  |
|  | 8           | Carol Zhao   | Carol Zhao   | 6           | 6           |  |  |              |              |              |              |              |  |